# Општина Атотонилко ел Алто (Халиско)
Атотонилко ел Алто (шп. Atotonilco el Alto) општина је у Мексику у савезној држави Халиско. Општина се налази на надморској висини од 1602 м.

## Становништво
Према подацима из 2010. у општини је живело 57717 становника.

### Хронологија
| Година       | 2000                  | 2005                  | 2010                  |
| ------------ | --------------------- | --------------------- | --------------------- |
| Становништво | 51798 (24723 / 27075) | 52204 (24931 / 27273) | 57717 (28217 / 29500) |

### Попис
| \| \| м \| \| \| ж \| \| 0—2 \| 1.705 \| \| \| 1.656 \| \| 3—5 \| 1.749 \| \| \| 1.723 \| \| 6—11 \| 3.728 \| \| \| 3.598 \| \| 12—14 \| 1.842 \| \| \| 1.744 \| \| 15—17 \| 1.833 \| \| \| 1.769 \| \| 18—24 \| 3.620 \| \| \| 3.801 \| \| 60+ \| 2.765 \| \| \| 3.023 \| \| Просек : \| 28,2 \| \| \| 29,3 \| |       |  |  |       |
| |       |  |  |       |
| | м     |  |  | ж     |
| 0—2 | 1.705 |  |  | 1.656 |
| 3—5 | 1.749 |  |  | 1.723 |
| 6—11 | 3.728 |  |  | 3.598 |
| 12—14 | 1.842 |  |  | 1.744 |
| 15—17 | 1.833 |  |  | 1.769 |
| 18—24 | 3.620 |  |  | 3.801 |
| 60+ | 2.765 |  |  | 3.023 |
| Просек : | 28,2  |  |  | 29,3  |

| #   | Индикатор                                                                                        | Вредност |
| --- | ------------------------------------------------------------------------------------------------ | -------- |
| 1   | Становништво од 0 до 2 године                                                                    | 3361     |
| 2   | Мушко становништво од 0 до 2 године                                                              | 1705     |
| 3   | Женско становништво од 0 до 2 године                                                             | 1656     |
| 4   | Становништво са 3 и више година                                                                  | 54245    |
| 5   | Мушко становништво са 3 и више година                                                            | 26462    |
| 6   | Женско становништво са 3 и више година                                                           | 27783    |
| 7   | Становништво са 5 и више година                                                                  | 51945    |
| 8   | Мушко становништво са 5 и више година                                                            | 25295    |
| 9   | Женско становништво са 5 и више година                                                           | 26650    |
| 10  | Становништво са 12 и више година                                                                 | 43447    |
| 11  | Мушко становништво са 12 и више година                                                           | 20985    |
| 12  | Женско становништво са 12 и више година                                                          | 22462    |
| 13  | Становништво са 15 и више година                                                                 | 39861    |
| 14  | Мушко становништво са 15 и више година                                                           | 19143    |
| 15  | Женско становништво са 15 и више година                                                          | 20718    |
| 16  | Становништво са 18 и више година                                                                 | 36259    |
| 17  | Мушко становништво са 18 и више година                                                           | 17310    |
| 18  | Женско становништво са 18 и више година                                                          | 18949    |
| 19  | Становништво од 3 до 5 година                                                                    | 3472     |
| 20  | Мушко становништво од 3 до 5 година                                                              | 1749     |
| 21  | Женско становништво од 3 до 5 година                                                             | 1723     |
| 22  | Становништво од 6 до 11 година                                                                   | 7326     |
| 23  | Мушко становништво од 6 до 11 година                                                             | 3728     |
| 24  | Женско становништво од 6 до 11 година                                                            | 3598     |
| 25  | Становништво од 8 до 14 година                                                                   | 8510     |
| 26  | Мушко становништво од 8 до 14 година                                                             | 4374     |
| 27  | Женско становништво од 8 до 14 година                                                            | 4136     |
| 28  | Становништво од 12 до 14 година                                                                  | 3586     |
| 29  | Мушко становништво од 12 до 14 година                                                            | 1842     |
| 30  | Женско становништво од 12 до 14 година                                                           | 1744     |
| 31  | Становништво од 15 до 17 година                                                                  | 3602     |
| 32  | Мушко становништво од 15 до 17 година                                                            | 1833     |
| 33  | Женско становништво од 15 до 17 година                                                           | 1769     |
| 34  | Становништво од 18 до 24 године                                                                  | 7421     |
| 35  | Мушко становништво од 18 до 24 године                                                            | 3620     |
| 36  | Женско становништво од 18 до 24 године                                                           | 3801     |
| 37  | Женско становништво од 15 до 49 година                                                           | 15413    |
| 38  | Становништво са 60 и више година                                                                 | 5788     |
| 39  | Мушко становништво са 60 и више година                                                           | 2765     |
| 40  | Женско становништво са 60 и више година                                                          | 3023     |
| 41  | Однос између мушкараца и жена                                                                    | 95.65    |
| 42  | Становништво од нуле до 14 година                                                                | 17745    |
| 43  | Становништво од 15 до 64 године                                                                  | 35780    |
| 44  | Становништво од 65 година и више                                                                 | 4081     |
| 45  | Просечан број деце                                                                               | 2.73     |
| 46  | Становништво рођено у ентитету                                                                   | 54731    |
| 47  | Мушко становништво рођено у ентитету                                                             | 26654    |
| 48  | Женско становништво рођено у ентитету                                                            | 28077    |
| 49  | Становништво рођено у другом ентитету                                                            | 2134     |
| 50  | Мушко становништво рођено у другом ентитету                                                      | 1124     |
| 51  | Женско становништво рођено у другом ентитету                                                     | 1010     |
| 52  | Становништво од 5 година и више резидентно у ентитету у јуну 2005. године                        | 50128    |
| 53  | Мушко становништво старосног доба од 5 година и више, резидентно у ентитету у јуну 2005. године  | 24119    |
| 54  | Женско становништво старосног доба од 5 и више година, резидентно у ентитету у јуну 2005. године | 26009    |
| 55  | Становништво од 5 година и више које је живело у другом ентитету у јуну 2005. године             | 464      |
| 56  | Мушко становништво старије од 5 година које је живело у другом ентитету у јуну 2005. године      | 260      |
| 57  | Женско становништво старије од 5 година које је живело у другом ентитету у јуну 2005. године     | 204      |
| 58  | Становништво од 3 године и више које говори аутохтони језик                                      | 124      |
| 59  | Мушко становништво старо 3 године и више које говори аутохтони језик                             | 65       |
| 60  | Женско становништво старо 3 године и више које говори аутохтони језик                            | 59       |
| 61  | Становништво од 3 године и више које говори аутохтони језик и не говори шпански језик            | 1        |
| 62  | Мушко становништво старо 3 године и више које говори аутохтони језик и не говори шпански         | 0        |
| 63  | Женско становништво старо 3 године и више које говори аутохтони језик и не говори шпански језик  | 1        |
| 64  | Становништво старо 3 године и више које говори аутохтони језик и шпански                         | 53       |
| 65  | Мушко становништво старо 3 године и више које говори аутохтони језик и шпански                   | 31       |
| 66  | Женско становништво старо 3 године и више које говори аутохтони језик и шпански                  | 22       |
| 67  | Становништво од 5 година и више које говори аутохтони језик                                      | 122      |
| 68  | Становништво од 5 година и више које говори аутохтони језик и не говори шпански језик            | 1        |
| 69  | Становништво од 5 година и више које говори аутохтони језик и говори шпански језик               | 53       |
| 70  | Становништво у домородачким домаћинствима                                                        | 285      |
| 71  | Становништво са ограничењима у активностима                                                      | 2109     |
| 72  | Становништво са ограниченим ходањем или кретањем, горе или доле                                  | 1131     |
| 73  | Становници са ограничењима вида, чак и уз кориштење сочива                                       | 364      |
| 74  | Становништво са ограничењима говора, комуникације или конверзације                               | 176      |
| 75  | Становништво са ограниченим слухом                                                               | 215      |
| 76  | Становништво са ограничењима при одевању, купању или јелу                                        | 98       |
| 77  | Становништво са ограничењима у опажању или учењу једноставних ствари                             | 121      |
| 78  | Становништво са менталним ограничењима                                                           | 383      |
| 79  | Становништво без ограничења активности                                                           | 55172    |
| 80  | Становништво од 3 до 5 година које не похађа школу                                               | 1844     |
| 81  | Мушко становништво од 3 до 5 година које не похађа школу                                         | 914      |
| 82  | Женско становништво од 3 до 5 година које не похађа школу                                        | 930      |
| 83  | Становништво од 6 до 11 година које не похађа школу                                              | 206      |
| 84  | Мушко становништво од 6 до 11 година које не похађа школу                                        | 114      |
| 85  | Женско становништво од 6 до 11 година које не похађа школу                                       | 92       |
| 86  | Становништво од 12 до 14 година које не похађа школу                                             | 576      |
| 87  | Мушко становништво од 12 до 14 година које не похађа школу                                       | 300      |
| 88  | Женско становништво од 12 до 14 година које не похађа школу                                      | 276      |
| 89  | Становништво од 15 до 17 година похађа школу                                                     | 1969     |
| 90  | Мушко становништво од 15 до 17 година похађа школу                                               | 945      |
| 91  | Женско становништво између 15 и 17 година живота у школи                                         | 1024     |
| 92  | Становништво од 18 до 24 године похађа школу                                                     | 1407     |
| 93  | Мушко становништво од 18 до 24 године похађа школу                                               | 680      |
| 94  | Женско становништво од 18 до 24 године похађа школу                                              | 727      |
| 95  | Становништво од 8 до 14 година које не може да чита и пише                                       | 216      |
| 96  | Мушко становништво старосног доба од 8 до 14 година које не може да чита и пише                  | 150      |
| 97  | Женско становништво старосног доби од 8 до 14 година које не може да чита и пише                 | 66       |
| 98  | Становништво од 15 година и више које је неписмено                                               | 3375     |
| 99  | Мушко становништво од 15 година и више које је неписмено                                         | 1680     |
| 100 | Женско становништво од 15 година и више које је неписмено                                        | 1695     |
| 101 | Становништво старо 15 и више година без школовања                                                | 4023     |
| 102 | Мушко становништво старо 15 и више година без школовања                                          | 2011     |
| 103 | Женско становништво старо 15 и више година без школовања                                         | 2012     |
| 104 | Становништво старосног доба 15 и више година са непотпуним основним образовањем                  | 7929     |
| 105 | Мушко становништво старосног доба од 15 година и више са непотпуном основним образовањем         | 3921     |
| 106 | Женско становништво старосног доба 15 и више година са непотпуном основним образовањем           | 4008     |
| 107 | Становништво старо 15 и више година са комплетним основним образовањем                           | 9036     |
| 108 | Мушко становништво старо 15 година и више са комплетним основним образовањем                     | 4272     |
| 109 | Женско становништво старо 15 и више година са комплетним основним образовањем                    | 4764     |
| 110 | Становништво старосног доба 15 и више година са непотпуним средњим образовањем                   | 2248     |
| 111 | Мушко становништво старосног доба од 15 година и више са непотпуним средњим образовањем          | 1206     |
| 112 | Женско становништво старосног доба од 15 година и више са непотпуним средњим образовањем         | 1042     |
| 113 | Становништво старо 15 и више година са пуним секундарном образовањем                             | 7249     |
| 114 | Мушко становништво старосног доба од 15 година и више са пуним секундарном образовањем           | 3317     |
| 115 | Женско становништво старосног доба од 15 година и више са пуним секундарном образовањем          | 3932     |
| 116 | Становништво старије од 18 година са постосновним образовањем                                    | 8148     |
| 117 | Мушко становништво старије од 18 година са постосновним образовањем                              | 3893     |
| 118 | Женско становништво старије од 18 година са постосновним образовањем                             | 4255     |
| 119 | Просечна оцена школовања                                                                         | 7.02     |
| 120 | Просечан ниво образовања мушке популације                                                        | 6.97     |
| 121 | Просечан ниво образовања женског становништва                                                    | 7.07     |
| 122 | Економски активно становништво                                                                   | 22422    |
| 123 | Економски активна мушка популација                                                               | 16063    |
| 124 | Економски активна женска популација                                                              | 6359     |
| 125 | Становништво које није економски активно                                                         | 20654    |
| 126 | Мушко становништво које није економски активно                                                   | 4655     |
| 127 | Женско становништво које није економски активно                                                  | 15999    |
| 128 | Запослено становништво                                                                           | 21542    |
| 129 | Запослено мушко становништво                                                                     | 15306    |
| 130 | Запослено женско становништво                                                                    | 6236     |
| 131 | Незапослена популација                                                                           | 880      |
| 132 | Незапослена мушка популација                                                                     | 757      |
| 133 | Незапослена женска популација                                                                    | 123      |
| 134 | Становништво без права на здравствене услуге                                                     | 20790    |
| 135 | Становништво које има право на здравствене услуге                                                | 36721    |
| 136 | Становништво које има право на ИМСС                                                              | 15126    |
| 137 | Становништво које има право на социјално осигурање                                               | 1416     |
| 138 | Становништво које има право на државно социјално осигурање                                       | 24       |
| 139 | Становништво које има право на опште осигурање или здравствено осигурање за нову генерацију      | 19231    |
| 140 | Становништво које је било једном или није било у браку током 12 година и више                    | 16733    |
| 141 | Венчано или уједињено становништво од 12 година и више                                           | 23593    |
| 142 | Становништво које је било у браку или уједињено 12 година и више                                 | 3017     |
| 143 | Становништво са католичком религијом                                                             | 56588    |
| 144 | Протестанти, еванђелисти и библијски следбеници различити од еванђелиста                         | 555      |
| 145 | Становништво са другим религијама различитим од претходних                                       | 4        |
| 146 | Становништво без религије                                                                        | 208      |
| 147 | Укупно пописаних домаћинства                                                                     | 14139    |
| 148 | Пописна домаћинства на челу са мушкарцима                                                        | 11183    |
| 149 | Пописна домаћинства на челу са женама                                                            | 2956     |
| 150 | Становништво у пописним домаћинствима                                                            | 57284    |
| 151 | Становништво у пописним домаћинствима на челу са мушкарцима                                      | 47644    |
| 152 | Становништво у пописним домаћинствима на челу са женама                                          | 9640     |
| 153 | Укупно домаћинстава                                                                              | 18491    |
| 154 | Укупно насељених домаћинстава                                                                    | 14182    |
| 155 | Укупно приватних кућа                                                                            | 18448    |
| 156 | Насељени приватни домови                                                                         | 14139    |
| 157 | Укупно насељених приватних кућа                                                                  | 14169    |
| 158 | Ненасељене приватне куће                                                                         | 2799     |
| 159 | Појединачна домаћинства за привремену употребу                                                   | 1510     |
| 160 | Становници у насељеним приватним кућама                                                          | 57284    |
| 161 | Насељеност станара у приватним становима                                                         | 4.05     |
| 162 | Просечно становника по соби у приватним насељеним домаћинствима                                  | 1.07     |
| 163 | Појединачна домаћинства са подовима од различитих материјала од земље                            | 13803    |
| 164 | Појединачна домаћинства у приземљу                                                               | 301      |
| 165 | Појединачна домаћинства са једном спаваћом собом                                                 | 4220     |
| 166 | Појединачна домаћинства са две спаваће собе и више                                               | 9869     |
| 167 | Појединачна домаћинства са једним собом                                                          | 452      |
| 168 | Појединачна домаћинства са две собе                                                              | 1941     |
| 169 | Појединачна домаћинства са 3 собе и више                                                         | 11690    |
| 170 | Појединачна домаћинства која имају електрично светло                                             | 14041    |
| 171 | Појединачна домаћинства која немају електрично светло                                            | 68       |
| 172 | Појединачна домаћинства која имају водоводну воду у стамбеном простору                           | 12964    |
| 173 | Појединачна домаћинства која немају водоводну воду у стамбеном простору                          | 1132     |
| 174 | Појединачна домаћинства која имају тоалет                                                        | 13766    |
| 175 | Појединачна домаћинства која имају канализацију                                                  | 13718    |
| 176 | Појединачна домаћинства која немају канализацију                                                 | 366      |
| 177 | Појединачна домаћинства која имају електрично светло, довод воде из јавне мреже и канализацију   | 12694    |
| 178 | Појединачна домаћинства без икаквих услова                                                       | 85       |
| 179 | Појединачна домаћинства која имају радио                                                         | 11508    |
| 180 | Појединачна домаћинства која имају телевизор                                                     | 13763    |
| 181 | Појединачна домаћинства која имају фрижидер                                                      | 13065    |
| 182 | Појединачна домаћинства која имају машину за веш                                                 | 11223    |
| 183 | Појединачна домаћинства која имају аутомобил или комби                                           | 7904     |
| 184 | Појединачна домаћинства која имају рачунар                                                       | 2954     |
| 185 | Појединачна домаћинства која имају фиксну телефонску линију                                      | 5943     |
| 186 | Појединачна домаћинства која имају мобилни телефон                                               | 8832     |
| 187 | Појединачна домаћинства која имају приступ интернету                                             | 1852     |